# Информер ТВ
Информер ТВ је телевизијска станица са седиштем у Београду. Покренута је 31. маја 2023. када је започело емитовање експерименталног програма. Представља телевизију дневног листа Информер. Најгледанија је информативна телевизија у Србији.

## Контроверзе
У фебруару 2025. Радио-телевизија Србије je најавила да ће поднети тужбу против Информер ТВ због неовлашћеног реемитовања емисије Четвртком у 9, у којој је гост био председник Србије Александар Вучић.